# Biblioteca Iuav

	
La Biblioteca dell'Università Iuav di Venezia è una fra le più importanti biblioteche a livello internazionale dedicate all'architettura e alle discipline del progetto.

## Storia
L'origine della biblioteca dell'Università Iuav di Venezia può essere fatta risalire al 1926, con la fondazione del Regio istituto di Architettura,  a partire dal 1936 noto come Istituto Universitario di Architettura di Venezia (Iuav). Con il passare degli anni, accanto alla collezione originaria, si sono sviluppate diverse collezioni collegate alle varie cattedre di insegnamento, dando vita a raccolte specialistiche più contenute associate agli istituti dell'università, tra cui composizione architettonica, restauro, tecnica delle costruzioni, scienza delle costruzioni, storia dell'architettura e urbanistica.
Per ovviare alla frammentazione del patrimonio librario, gran parte delle raccolte esistenti è stata riunificata nel 1977 nella Biblioteca Centrale, situata al secondo piano dell'ex Convento dei Tolentini. Nel 1981, con l'istituzione dei dipartimenti, alcune collezioni sono state decentralizzate per creare le biblioteche dipartimentali di progettazione (DPA), storia dell'architettura (DSA), urbanistica (DU). A queste, entro la fine degli anni Ottanta, si sono affiancate altre quattro biblioteche specializzate in pianificazione, cartografia (CIRCE), scienza e tecnica del restauro (DSTR) e una sezione dati statistici (SD), per un totale di sette biblioteche oltre a quella Centrale, dislocate tra le varie sedi Iuav a Venezia.

Nei decenni successivi sono stati realizzati vari progetti di ampliamento e riqualificazione degli spazi della sede dei Tolentini che hanno coinvolto la biblioteca, modificandone più volte l'assetto. Alla fine degli anni Ottanta, l'architetto Giuseppe Davanzo trasforma alcuni locali in sale di lettura a scaffale aperto per la biblioteca. Nel 2005 viene allestita una nuova sala di consultazione riservata e, successivamente, viene realizzato un grande deposito al piano terra dei Tolentini, attrezzato con scaffalature compatte. Nel 2014, l'architetta Franca Pittaluga cura un secondo progetto di ampliamento che ha portato alla creazione di due ampie sale di lettura a scaffale aperto, situate entrambe ai piani alti dell'ala sud del complesso dei Tolentini.

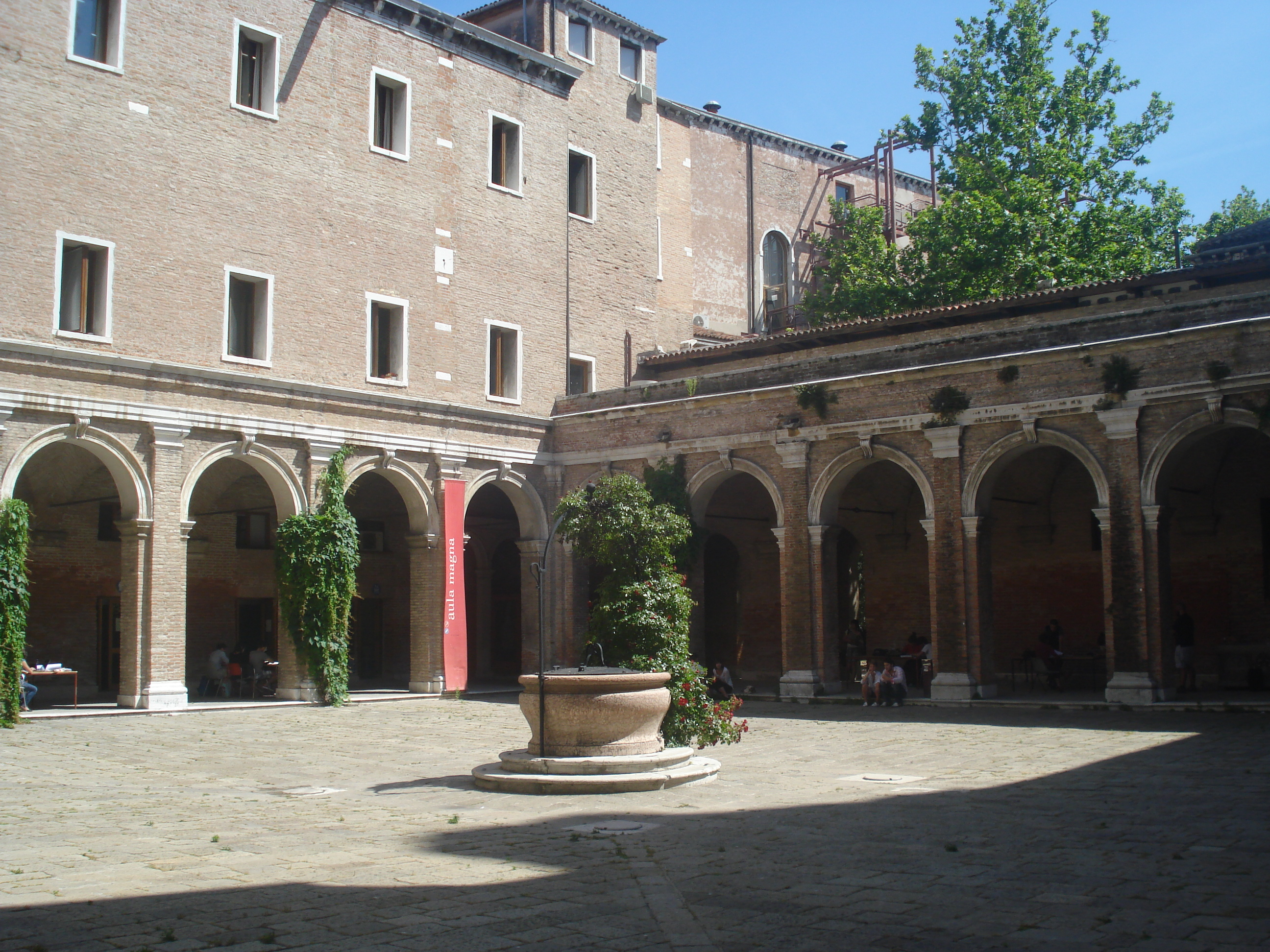
Ingresso della biblioteca dal Chiostro dell'ex Convento dei Tolentini.

L'ultimo importante passo è stato compiuto tra il 2009 e il 2015, quando tutto il patrimonio delle ex biblioteche dipartimentali è confluito nella Biblioteca Centrale, completando così il progetto di un unico polo bibliotecario presso la sede storica del convento. Questo processo ha richiesto una revisione scientifica delle collezioni e l'armonizzazione dell'intero consistente patrimonio bibliografico della biblioteca.

## La sede
La biblioteca si trova a Venezia, nella sede storica dell'Università Iuav, l'ex convento dei Tolentini, al numero 191 del sestiere di Santa Croce. Le sale della biblioteca si sviluppano tra il secondo e il terzo piano della sede. Al secondo piano si trovano: l'atrio con i punti di servizio per l'accoglienza, la distribuzione e i servizi di prestito e reference; uno spazio dedicato alla consultazione delle novità editoriali e alle mostre bibliografiche periodicamente allestite in biblioteca; proseguendo sullo stesso piano, si trovano la Sala gradoni, dove si svolgono anche gli eventi culturali organizzati dalla biblioteca; la Sala Scarpa dove è attualmente collocato il Fondo intitolato a Vittorio Gregotti; una sala di lettura a scaffale aperto dove è anche consentito lo studio di gruppo; infine, la Sala consultazione riservata dove è possibile consultare opere antiche, rare, di pregio o in precario stato di conservazione, nonché opere non pubblicate o soggette a particolari vincoli di legge (quali le tesi di laurea, master e dottorato). Nella stessa sala è possibile inoltre visionare i materiali della videoteca su postazioni dedicate, effettuare riproduzioni di vari formati con scanner planetario o apparecchiature di foto ripresa su stativi. Nelle sale del secondo piano sono complessivamente disponibili circa 17.000 volumi a scaffale aperto, per la gran parte collocati per materia secondo la classificazione decimale Dewey e relativi ad argomenti di teoria e storia dell'architettura (epoca contemporanea), progettazione architettonica, edilizia, design, fotografia, cinema e storia del cinema.
Al secondo piano ammezzato è situata la Sala periodici destinata, in particolare, allo studio e alla consultazione delle riviste a scaffale aperto. La sala conta 80 posti a sedere e più di 600 titoli di periodici correnti e cessati di particolare interesse per le discipline Iuav. Nella sala sono conservati anche i periodici che fanno parte dei fondi speciali Alferj, Nardocci e Maldonado.
Al terzo piano ammezzato si trova la Sala collezioni speciali, anch'essa, come la Sala periodici, dedicata allo studio individuale e alla lettura delle collezioni a scaffale aperto, qui disponibili anche al prestito. La sala ospita monografie di teoria e storia dell'architettura (dalla preistoria all'epoca moderna), teoria e storia dell'arte, urbanistica, libri specializzati sulla storia, la storia dell'arte e dell'architettura, sulla pianificazione urbanistica e territoriale della città di Venezia e del Veneto, oltre che una raccolta di volumi rari e di pregio e i seguenti fondi speciali della biblioteca: Alferj, Astengo, Fontanari, Maldonado, Nardocci.

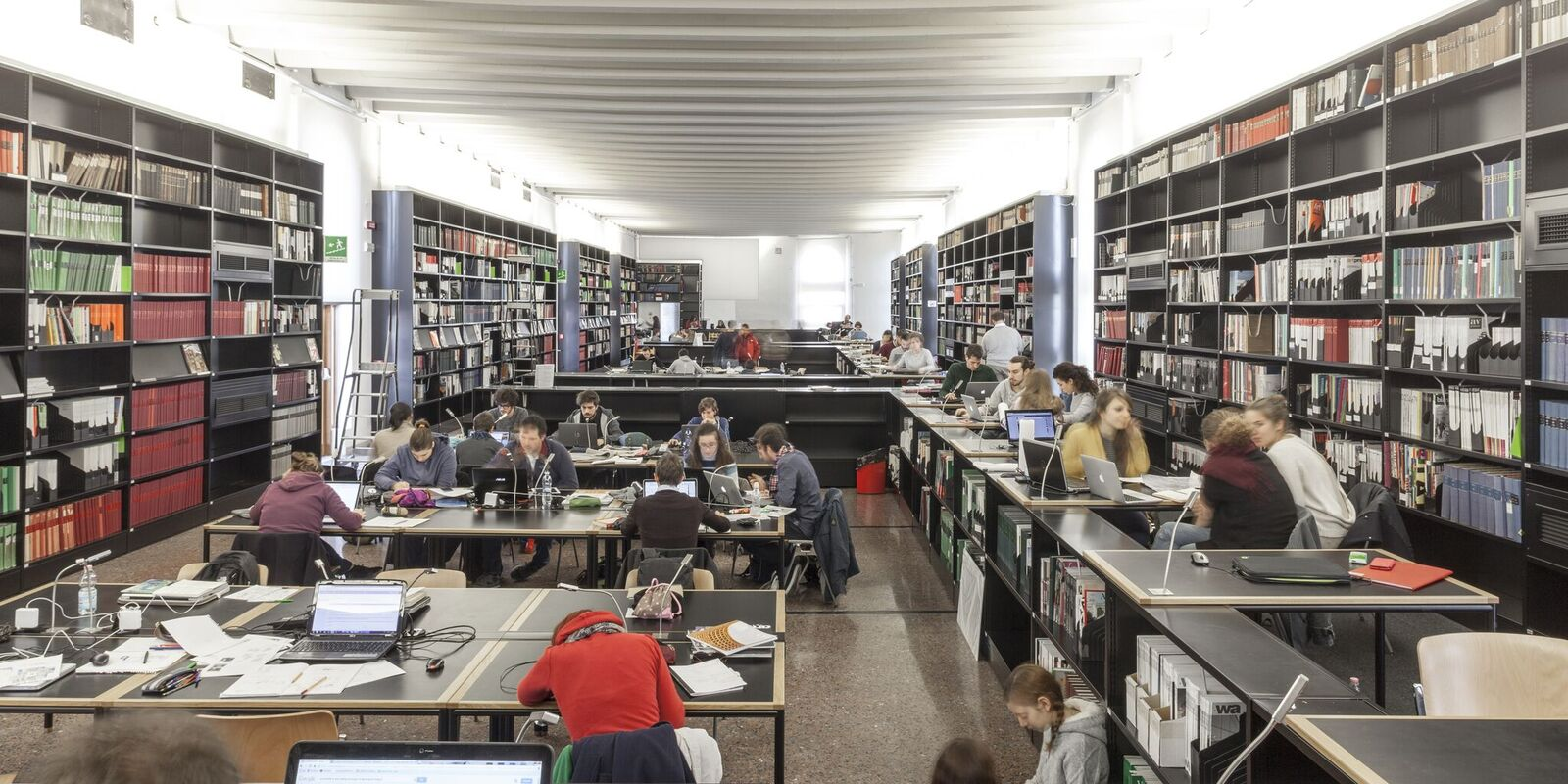
Biblioteca Iuav, Sala Periodici.

Le due ampie sale si affacciano sui sestieri di San Polo e Santa Croce, con vista sulla Basilica dei Frari.

## Patrimonio e copertura disciplinare
La biblioteca è rinomata per possedere una delle più significative raccolte italiane in ambito di architettura, arti figurative, moda, design, urbanistica, pianificazione e scienze sociali. Inoltre, dispone di altre importanti collezioni relative a settori disciplinari correlati, che comprendono opere principalmente riguardanti edilizia, ingegneria civile, restauro, paesistica e cartografia.
Al 2022, il patrimonio della biblioteca ammonta a oltre 250.000 unità, di cui 189.768 volumi a stampa su architettura, pianificazione, design, arti visive, moda, pianificazione e urbanistica, teatro e arti performative; 37.635 tesi di laurea e di dottorato, 3.158 video, 4.267 titoli di periodici cartacei. Fra le risorse digitali attive si contano 2.941 titoli di periodici elettronici correnti, 6.974 titoli di e-book, 55 banche dati. La biblioteca serve un bacino di utenza di 10.882 utenti registrati e nel 2022 ha ricevuto 37.359 accessi in presenza, per un totale di 23.185 prestiti erogati, 1.175 prestiti interbibliotecari e forniture di documenti e 651 transazioni informative tramite il servizio online via posta elettronica. 

Di particolare rilievo sono i fondi bibliografici di personalità dell'ambito accademico di riferimento, acquisiti nel corso degli anni dalla biblioteca. Fra questi figurano le biblioteche personali di studiosi e professionisti quali Pasquale Alferj, Giovanni Astengo, Paolo Bon, Carlo Enzo, Enrico Fontanari, Franco Giacometti, Vittorio Gregotti, Mario Labò, Tomàs Maldonado, Agostino Nardocci, Daniela Palazzoli, Sergio Polano, Giovanni Sardi, Giorgio Wenter Marini, Italo Zannier.

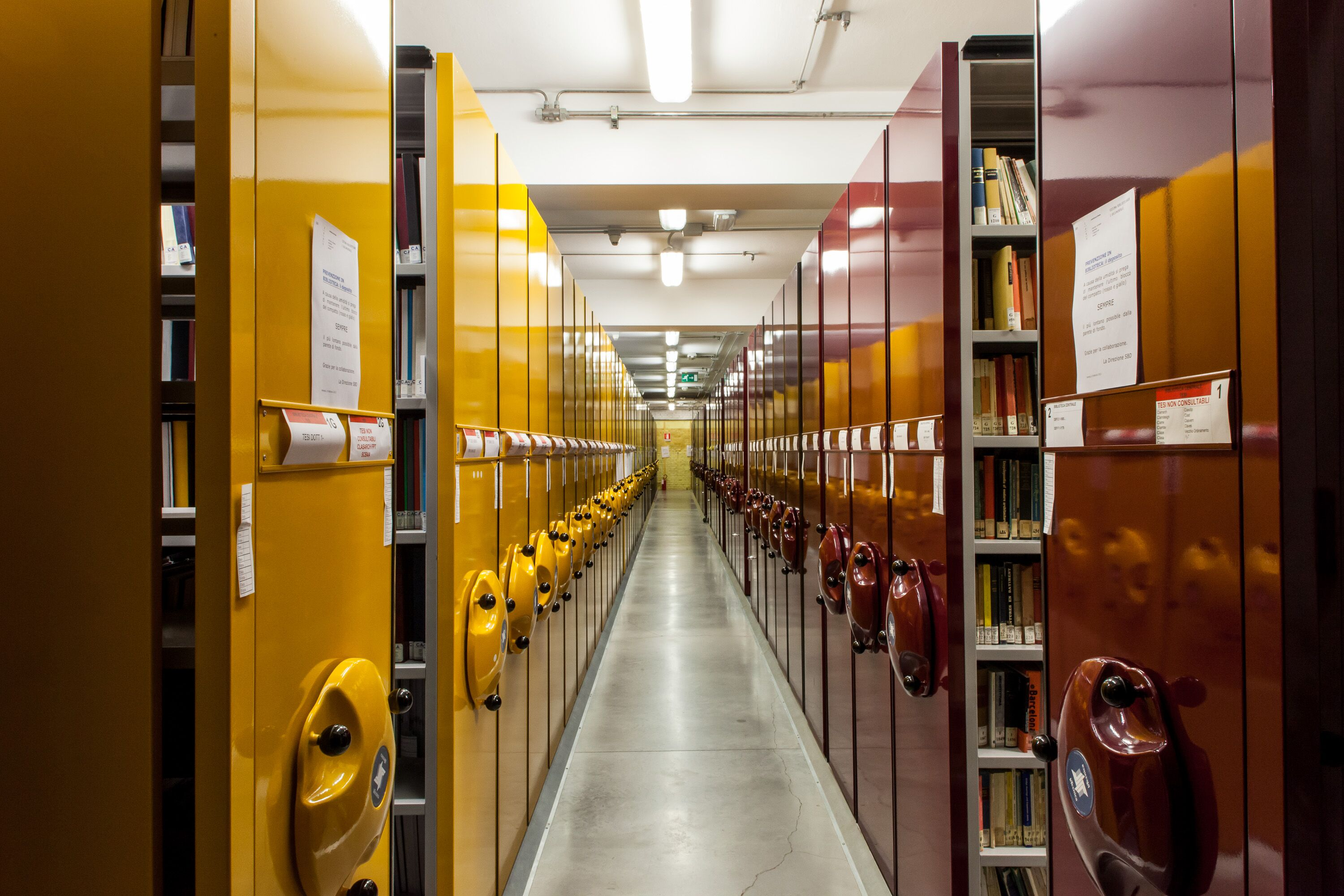
Biblioteca Iuav, Deposito piano terra.

All'interno della biblioteca sono disponibili anche collezioni di opere antiche, rare e di pregio. 

Per quanto riguarda le risorse audiovisive, la biblioteca è fornita di una videoteca, che contiene una corposa collezione di prodotti audiovisivi, dove particolarmente rilevanti sono la documentaristica sull'architettura e la raccolta di conferenze, seminari e lezioni tenute allo Iuav da docenti e studiosi dagli anni Ottanta ad oggi. La biblioteca alimenta anche una diateca, che provvede alla conservazione, digitalizzazione e pubblicazione del patrimonio di immagini sotto forma di diapositive, microforme, lastre fotografiche, immagini digitali e foto.

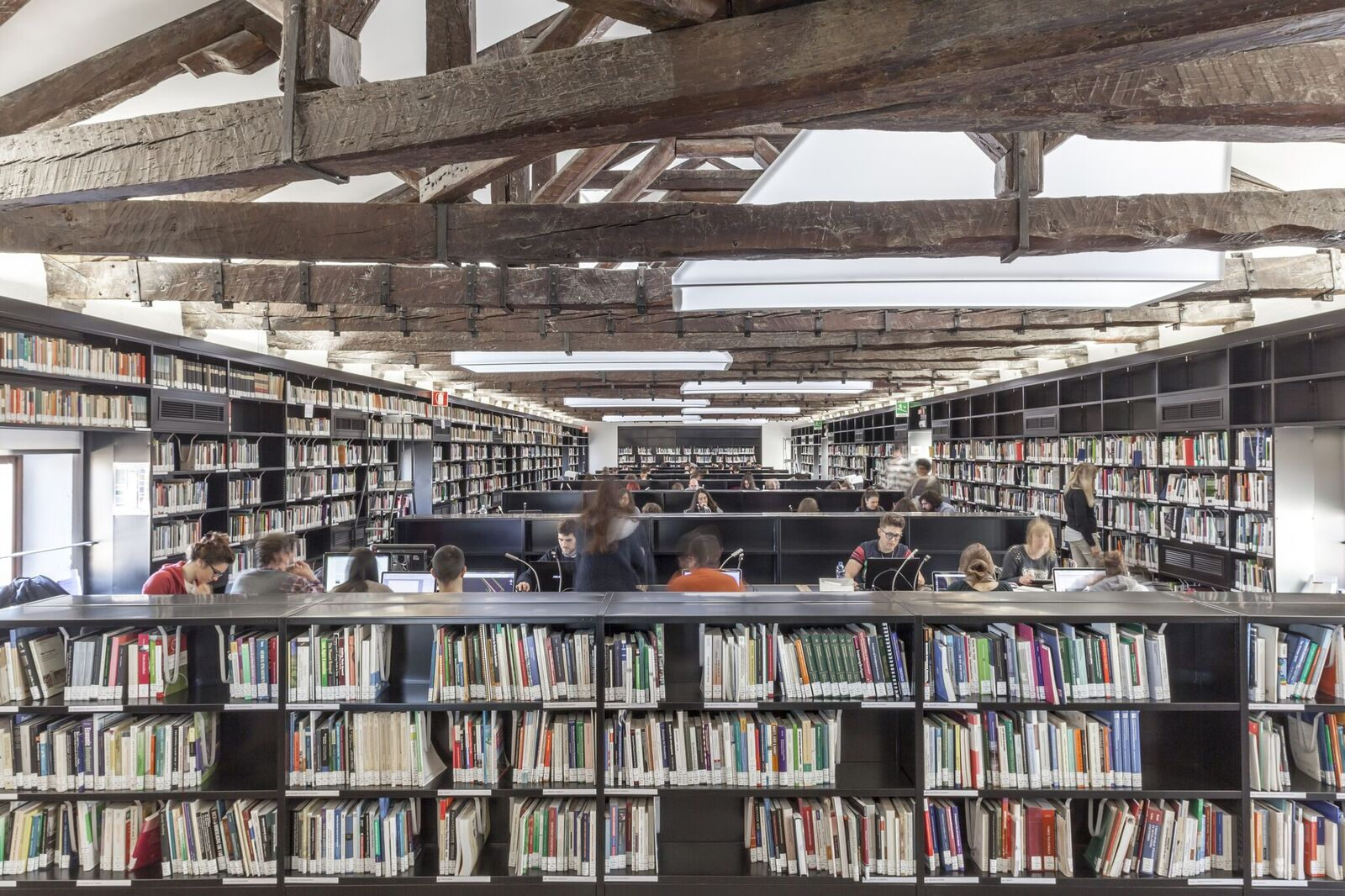
Biblioteca Iuav, Sala Collezioni speciali.

 La biblioteca è gestita dall'Area ricerca, sistema bibliotecario e documentale dell'Università Iuav di Venezia. fa parte del Polo veneziano del Servizio Bibliotecario Nazionale (Polo SBN MiC VEA), istituito nel 1989 e presieduto dal Ministero della Cultura per tramite della Biblioteca Nazionale Marciana; e dell'associazione Coordinamento nazionale delle biblioteche di architettura (CNBA), il cui primo obiettivo è favorire il coordinamento fra biblioteche e centri italiani che predispongono documentazione nel campo dell'architettura. Fra i vari contributi prodotti in seno al CNBA, un posto di rilievo è occupato dallo spoglio sistematico delle riviste di architettura, urbanistica, edilizia, design, che la biblioteca Iuav prosegue attualmente su una selezione di riviste correnti italiane.